# Saad Gamar
 (février 2016).
Si vous disposez d'ouvrages ou d'articles de référence ou si vous connaissez des sites web de qualité traitant du thème abordé ici, merci de compléter l'article en donnant les références utiles à sa vérifiabilité et en les liant à la section « Notes et références ».
Saad Gamar est un ancien arbitre libyen de football des années 1970, né en Libye.

## Carrière
Il a officié dans une compétition majeure :
- CAN 1974 (finales)